# Clémentine Galey
Clémentine Galey est une podcasteuse, entrepreneuse et directrice de casting française née le 16 octobre 1978 à Paris.
Elle est la fondatrice du podcast Bliss Stories dédié à la maternité.

## Biographie

### Jeunesse et études
Clémentine Galey naît le 16 octobre 1978 à Paris et grandit dans un milieu bourgeois,. Sa mère, Bénédicte Galey est coanimatrice de l’émission Des Chiffres et des lettres sur Antenne 2 entre 1978 et 1991 et son père, Antoine Galey est réalisateur pour la télévision.  
Elle est diplômée de l’École supérieure de réalisation audiovisuelle (ESRA) Paris.

### Carrière professionnelle
Clémentine Galey commence sa carrière professionnelle dans le milieu télévisuel comme assistante de mise en scène et directrice de casting. Elle travaille pendant sept ans chez TF1 où elle est notamment chargée de recruter des candidats et candidates pour les émission de télé-réalité. En 2017, un projet de casting bouleverse son parcours professionnel : il lui est demandé de trouver une sage-femme emblématique pour un nouveau programme. Elle redécouvre le domaine de la maternité et s'immerge dans l'univers des sages-femmes libérales. Inspirée par une influenceuse australienne ayant partagé ses expériences de maternité dans un podcast, elle décide de se lancer dans ce format. Clémentine Galey commence par enregistrer deux entretiens avec des proches, où celles-ci racontent leurs expériences liées à la maternité. 
Dès les premiers épisodes, diffusés en avril 2018 sous le titre Bliss, le podcast rencontre un succès immédiat, accumulant plus de 100 000 écoutes en quelques semaines. Le concept séduit non seulement les auditrices, mais également les femmes désireuses de partager leurs témoignages,.

#### Bliss Stories
Elle est approchée par Lauren Bastide et Julien Neuville, les cofondateurs de la société de production Nouvelles Écoutes, qui lui proposent de monétiser son podcast, puis par la plateforme d'écoutes Sybel.
En juillet 2019, Clémentine Galey obtient une rupture conventionnelle avec TF1 et fonde au mois d'août la société Bliss Studio, en s'associant avec l'avocate Zoé Vilain.
En mars 2024, la PME compte dix employées et réalise un chiffre d’affaires de deux millions d’euros.

## Publication
- Clémentine Galey, Jeanne Schaaf et Céleste Wallaert, Bliss.stories: le livre décomplexé sur la grossesse et l'accouchement, Hachette pratique, 2020 (ISBN 978-2-01-945191-2)